# پاراپا رپر ۲
پاراپا رپر ۲ (به انگلیسی: PaRappa the Rapper 2) یک بازی ویدئویی ریتم محصول سال ۲۰۰۱ می‌باشد که توسط نانا آن-شا توسعه‌یافته و توسط سونی کامپیوتر انترتینمنت برای پلی‌استیشن منتشر گردیده‌است. این سومین و اخیرترین عنوان در مجموعهٔ پاراپا رپر می‌باشد که به‌دنبال آم جمر لامی آمده‌است. این بازی در دسامبر سال ۲۰۱۵ از طریق پلی‌استیشن نتورک برای پلی‌استیشن ۴ مورد دسترس قرار گرفت.